# Шербеску, Сильвия
Сильвия Шербеску (рум. Silvia Șerbescu, урождённая Келару, рум. Chelaru; 27 января 1903 — 22 апреля 1965) — румынская пианистка и музыкальный педагог. Заслуженная артистка Румынии (1955), лауреат Государственной премии Румынии (1955).
Дочь Георге Келару, преподавателя латинского, древнегреческого и румынского языков в элитной бухарестской гимназии, автора многочисленных школьных учебников. По материнской линии внучка композитора и дирижёра Йоана Бунеску. Мать пианистки Лианы Шербеску.
Училась в Бухарестской консерватории у Эмилии Саиджу и Констанцы Эрбичану (фортепиано), Думитру Кириака-Джорджеску и Альфонсо Кастальди (теория, гармония и контрапункт). Одновременно окончила отделение математики Бухарестского университета. В 1924 году окончила консерваторию, вышла замуж за инженера Флориана Шербеску и отправилась в Париж, чтобы продолжить образование в Нормальной школе музыки у Бланш Баскуре-де-Геральди, Лазара Леви и Альфреда Корто.
Дебютировала в Бухаресте в 1928 году, исполнив Первый концерт Ференца Листа; годом позже успешно выступила в Париже с Симфоническим оркестром Парижа под управлением Эрнеста Ансерме. В ходе эффектной концертной карьеры в 1930-е гг. Шербеску впервые в Румынии исполнила ряд важных сочинений, в том числе Второй концерт (1931) и Рапсодию на тему Паганини (1937) Сергея Рахманинова, «Ночи в садах Испании» Мануэля де Фальи (1934), Второй (1939) и Третий (1935) концерты Сергея Прокофьева, сюиту «Иберия» Исаака Альбениса и др. В репертуаре пианистки преобладала музыка поздних романтиков и сочинения XX века; вершиной её сольной карьеры стало исполнение 24 прелюдий Клода Дебюсси в 1962 году на концерте в честь столетия композитора. В разные годы Шербеску гастролировала как солистка в Чехословакии, Польше, Югославии, Италии, Турции, Швеции, Финляндии, СССР. В качестве аккомпаниатора выступала с Джордже Энеску.
Несмотря на исполнительские успехи Шербеску, Бухарестская консерватория трижды, в 1931, 1938 и 1947 гг., отказалась от её услуг как преподавателя, и только в 1948 г. она получила в консерватории должность профессора, сохранив её до конца жизни. Среди учеников Шербеску — Константин Ионеску-Вову, Теодор Параскивеску, Александр Шумский и др. Бюст Шербеску установлен в главном здании консерватории.